# Danh sách trò chơi của công ty VNG
Đây là danh sách trò chơi của công ty VNG.

## Danh sách

### Thập niên 2000
| Năm phát hành | Tên              | Thể loại                   | Nhà phát hành                   | Tham khảo   |
| ------------- | ---------------- | -------------------------- | ------------------------------- | ----------- |
| 2005          | Võ Lâm Truyền Kỳ | MMORPG                     | Vinagame, Kingsoft              | [ 1 ] [ 2 ] |
| 2007          | Boom Online      | MMORPG, Chiến Lược, Casual | Vinagame, Nexon                 |             |
| 2009          | Zingspeed PC     | Đua xe                     | VNG, Tencent Games, Timi Studio |             |
| 2009          | Gunny            | Casual,MMORPG              | VNG, 7Road                      |             |
| 2009          | Zing dance       | Trò Chơi Nhịp Điệu         | VNG                             |             |

### Thập niên 2010
| Năm phát hành | Tên                            | Thể loại             | Nhà phát hành                                  | Tham khảo   |
| ------------- | ------------------------------ | -------------------- | ---------------------------------------------- | ----------- |
| 2010          | Khu Vườn Trên Mây              | Casual               | VNG Games                                      | [ 3 ]       |
| 2010          | Thuận Thiên Kiếm               | MMORPG               | VNG Games                                      | [ 2 ] [ 4 ] |
| 2011          | Võ Lâm Chi Mộng                | MMORPG               | VNG Games                                      |             |
| 2011          | Hàng Rong                      | Casual               | VNG Games                                      |             |
| 2011          | Moly - Vương Quốc Chuột Chũi   | Trò chơi mô phỏng    | Taomee, VNG Games                              |             |
| 2012          | Đảo Rồng                       | Casual               | VNG Games                                      |             |
| 2012          | Bang Bang                      | Casual               | VNG, CMN Online, Sixcube                       |             |
| 2013          | Ngọa Long Mobile               | Chiến Thuật          | VNG Games Publishing                           |             |
| 2014          | Tân Thiên Long Mobile          | Nhập Vai             | VNG Games Publishing                           |             |
| 2014          | Tân Thiên Long 3D              | Nhập Vai Kiếm Hiệp   | VNG Games Publishing                           |             |
| 2014          | Khu Vườn Trên Mây Mobile       | Casual               | VNG ZingPlay Game Studios                      |             |
| 2015          | Gunny Mobi                     | Bắn Súng, Casual     | VNG Games Publishing, 7Road                    |             |
| 2015          | Dead Target                    | FPS                  | VNG Games Studio                               |             |
| 2016          | Võ Lâm Truyền Kì Mobile        | MMORPG               | VNG Games Publishing, Kingsoft                 |             |
| 2016          | 360mobi Ngôi Sao Thời Trang    | Thời trang           | 360Mobi, VNG Games Publishing                  |             |
| 2016          | Gunpow PK                      | Bắn Súng, Casual     | VNG Games Publishing                           |             |
| 2016          | Row Tam Quốc Chi Truyền Kỳ VNG | Chiến Thuật          | VNG Games Publishing                           |             |
| 2016          | Ngôi Sao Hoàng Cung 360mobi    | Nhập Vai             | VNG Games Publishing                           |             |
| 2016          | Kiếm Thế Mobile                | Nhập Vai             | VNG Games Publishing                           |             |
| 2016          | Mobile Legends: Bang Bang      | MOBA                 | VNG Games Publishing, Moonton                  | [ 5 ]       |
| 2017          | CrossFire Legends              | Bắn Súng             | Tencent Games, VNG Games Publishing            |             |
| 2017          | OMG 3Q                         | Chiến Thuật          | VNG Games                                      | [ 6 ]       |
| 2017          | Ngôi Sao Bộ Lạc 360mobi        | Đối Kháng            | VNG Games Publishing                           |             |
| 2017          | Kiếm Vũ Mobi VNG               | Nhập Vai             | VNG Games                                      |             |
| 2017          | Thiện Nữ Mobile                | MMORPG               | VNG Games Publishing                           |             |
| 2017          | Dead Warfare: Zombie           | Bắn Súng, Giả Tưởng  | VNG Games Studios                              |             |
| 2018          | Cửu Âm 3D                      | Nhập Vai             | VNG Games Publishing                           | [ 7 ]       |
| 2018          | Au Mobi VNG                    | Trò Chơi Nhịp Điệu   | VNG Games Publishing                           |             |
| 2018          | Liệt Hỏa Mobile                | A-RPG                | VNG Games Publishing                           |             |
| 2018          | PUBG MOBILE                    | Battle Royale        | Tencent Games, PUBG Corp, VNG Games Publishing | [ 8 ] [ 9 ] |
| 2018          | MU Awaken                      | MMORPG               | VNG Games Publishing                           |             |
| 2018          | Rules Of Survival              | Battle Royale        | VNG Games Publishing, NetEase                  |             |
| 2018          | ZingSpeed Mobile               | Đua Xe, Casual       | VNG Games Publishing, Timi Studio              |             |
| 2018          | Đấu Tiên Đài                   | Thẻ Bài, Chiến Thuật | VNG Games                                      |             |
| 2018          | 360mobi Ngôi Sao Bóng Đá       | Thể thao, Quản lý    | VNG Games Publishing                           |             |
| 2018          | 360mobi Mộng Hoàng Cung        | Cung Đấu             | VNG Games Publishing                           |             |
| 2019          | Tiếu Ngạo - VNG                | Chiến Thuật          | VNG Games Publishing                           |             |
| 2019          | Đại Chiến Samurai              | Thẻ Bài, Chiến Thuật | VNG Games Publishing                           |             |
| 2019          | Danh Tướng 3Q                  | Chiến Thuật          | VNG Games Publishing                           |             |
| 2019          | Đại Kiếm Vương Mobile          | Nhập Vai Kiếm Hiệp   | VNG Games Publishing                           |             |
| 2019          | 360mobi Cinema                 | Mô Phỏng             | VNG Games Publishing                           |             |
| 2019          | Tân Chưởng Môn                 | Thẻ Bài, Chiến Thuật | VNG Games                                      |             |
| 2019          | Gunpow 3D                      | Bắn Súng             | VNG Games Publishing                           |             |
| 2019          | 360mobi Cung Đình Kế           | Nhập Vai, Cung Đấu   | VNG Games Publishing                           |             |
| 2019          | Auto Chess VNG                 | Chiến Thuật          | VNG Games Publishing                           |             |
| 2019          | Cung Đấu Mobile                | Phiêu lưu, Cung Đấu  | VNG Games Publishing                           |             |
| 2019          | Kiếm Ca VNG                    | Nhập Vai, Kiếm Hiệp  | VNG Games Publishing                           |             |
| 2019          | Tân Thiên Long Mobile VNG      | Nhập Vai Kiếm Hiệp   | VNG Games Publishing                           |             |

### Thập niên 2020
| Năm phát hành | Tên                                                               | Thể loại                | Nhà phát hành                                        | Tham khảo |
| ------------- | ----------------------------------------------------------------- | ----------------------- | ---------------------------------------------------- | --------- |
| 2020          | Call of Duty: Mobile                                              | FPS                     | VNG Games, Activision, Timi Studio                   | [ 10 ]    |
| 2020          | Perfect World Mobile                                              | MMORPG                  | VNG Games, Perfect World Games                       | [ 11 ]    |
| 2020          | Huyền Thoại Runeterra                                             | Thẻ Bài                 | Riot Games, VNG Games                                | [ 12 ]    |
| 2020          | Valorant                                                          | FPS                     | Riot Games, VNG Games                                | [ 13 ]    |
| 2020          | Liên Minh Huyền Thoại: Tốc Chiến                                  | MOBA                    | Riot Games, VNG Games                                | [ 14 ]    |
| 2020          | Tân Tiếu Ngạo                                                     | MMORPG                  | VNG Games, Perfect World                             | [ 15 ]    |
| 2020          | Samurai Shodown                                                   | Nhập Vai, Hành Động     | VNG Games                                            | [ 16 ]    |
| 2020          | Thiếu Niên 3Q                                                     | Tam Quốc, Turnbase      | VNG Games                                            | [ 17 ]    |
| 2021          | Võ Lâm Truyền Kỳ 1 Mobile                                         | Nhập Vai Kiếm Hiệp      | Kingsoft, VNG Games Publishing                       | [ 18 ]    |
| 2021          | Cloud Song: Vân Thành Chi Ca                                      | MMORPG                  | VNG Games Publishing                                 | [ 19 ]    |
| 2021          | Nhất Mộng Giang Hồ                                                | Nhập Vai Kiếm Hiệp      | NetEase, VNG Games Publishing                        | [ 20 ]    |
| 2021          | One Punch Man: The Strongest                                      | Thẻ Bài, Chiến Thuật    | GREE Inc, VNG Games Publishing                       | [ 21 ]    |
| 2021          | Forsaken World: Gods and Demons (Forsaken World: Thần Ma Đại Lục) | MMORPG                  | Perfect World Games, VNG Games                       |           |
| 2022          | Gunny Origin                                                      | Bắn Súng, Casual        | 7Road, VNG Games                                     | [ 22 ]    |
| 2022          | Ys VI Online (Ys 6 Mobile VNG)                                    | MMORPG                  | Nihon Falcom, VNG Games, Random Games                | [ 23 ]    |
| 2022          | Đấu La VNG: Đấu Thần Tái Lâm                                      | Thẻ Bài, Chiến Thuật    | VNG Games Publishing                                 | [ 24 ]    |
| 2022          | Dynasty Warrior Overlord VNG                                      | Thẻ Bài, APRG           | VNG Games Publishing                                 | [ 25 ]    |
| 2022          | Võ Lâm Truyền Kỳ MAX                                              | Nhập Vai Kiếm Hiệp      | Kingsoft, VNG Games Publishing                       |           |
| 2022          | Play Together                                                     | Mô Phỏng, Battle Royale | HAEGIN Co., Ltd, VNG Games Publishing                |           |
| 2022          | Tân Ngọa Long VNG                                                 | Chiến Thuật             | VNG Games Publishing                                 |           |
| 2022          | Thiên Long Bát Bộ 2                                               | Nhập Vai Kiếm Hiệp      | Yuelongie, VNG Games Publishing, Perfect World Games |           |
| 2023          | Đấu Trường Chân Lý                                                | Chiến Thuật             | Riot Games, VNG Games                                |           |
| 2023          | Liên Minh Huyền Thoại                                             | MOBA                    | Riot Games, VNG Games                                |           |
| 2023          | Võ Lâm Nhàn Hiệp                                                  | Thẻ Bài, Chiến Thuật    | Kingame, Nuverse, VNG Games                          |           |
| 2023          | Revelation: Infinite Journey (Thiên Dụ)                           | MMORPG                  | NetEase, VNG Games Publishing                        |           |
| 2023          | Kiếm Thế Origin                                                   | Nhập Vai Kiếm Hiệp      | Kingsoft, VNG Games Publishing                       |           |
| 2023          | Top Eleven Football Manager                                       | Thể Thao, Mô Phỏng      | VNG Games, Nordeus                                   |           |
| 2023          | Metal Slug: Awakening                                             | Run and gun             | VNG Games, Tencent Games, SNK                        |           |
| 2023          | Tây Du VNG: Đại Náo Tam Giới                                      | Thẻ Bài, Chiến Thuật    | Yokaverse, VNG Games                                 |           |
| 2024          | Thánh Quang Thiên Sứ                                              | MMORPG                  | VNG Games                                            |           |
| 2024          | Moonlight Blade Mobile (Thiên Nhai Minh Nguyệt Đao)               | MMORPG                  | Aurora, Tencent Games, VNG Games                     |           |
| 2024          | Bomber VNG                                                        | Casual                  | Kingame, VNG Games                                   |           |
| 2024          | Roblox                                                            | Mô Phỏng, MMORPG        | Roblox Corporation, VNG Games                        |           |
| 2024          | Arena Breakout                                                    | FPS, Sinh Tồn           | Morefun Studio, Tencent Games, VNG Games             |           |
| 2024          | Hello Cafe VNG                                                    | Quản Lý, Mô Phỏng       | VNG Games                                            |           |
| 2024          | Võ Hồn Đại Lục VNG                                                | Thẻ Bài, Chiến Thuật    | VNG Games                                            |           |
| 2024          | Ghost Story: Love Destiny (Ghost Story: Thiện Nữ)                 | MMORPG                  | NetEase, VNG Games                                   |           |
| 2024          | Forsaken World 2: Thần Ma Đại Chiến                               | MMORPG                  | Perfect World Games, VNG Games                       |           |
| 2024          | Tây Du Béo VNG                                                    | Thẻ Bài, Chiến Thuật    | VNG Games                                            |           |
| 2024          | Chiến Thần AFK                                                    | Thẻ Bài, Chiến Thuật    | VNG Games                                            |           |
| 2024          | Thiên Long Bát Bộ VNG                                             | Nhập Vai Kiếm Hiệp      | Changyou, Tencent Games, VNG Games                   |           |
| 2025          | Thiên Long Origin                                                 | Nhập Vai Kiếm Hiệp      | Changyou, VNG Games                                  |           |
| 2025          | Lineage 2M                                                        | MMORPG                  | NCSoft, VNG Games                                    |           |
| 2025          | Tam Quốc Phản Công                                                | Thẻ Bài, Chiến Thuật    | VNG Games                                            |           |
| 2025          | MU Lục Địa VNG                                                    | MMORPG                  | Webzen, Kingnet, VNG Games                           |           |
| 2025          | Dream and Lethe Record (Vong Xuyên Phong Hoa Lục)                 | Thẻ Bài, Chiến Thuật    | NetEase, VNG Games                                   |           |
| 2025          | Phong Thần VNG                                                    | Nhập Vai Kiếm Hiệp      | VNG Games, Juscent Games, Kingsoft                   |           |
| 2025          | Rememento - White Shadow                                          | Thẻ Bài, Chiến Thuật    | VNG Games, Blackstorm                                |           |
| 2025          | Nghịch Thủy Hàn (Sword of Justice)                                | Nhập Vai Kiếm Hiệp      | VNG Games, NetEase                                   |           |
| 2025          | Tam Quốc Huyễn Tướng                                              | Thẻ Bài, Chiến Thuật    | VNG Games, Lingxi Games                              |           |